# اریک پرات
اریک پرات (انگلیسی: Éric Prat؛ زادهٔ ۱۴ مارس ۱۹۵۶) بازیگر اهل فرانسه است.
از فیلم‌ها یا برنامه‌های تلویزیونی که وی در آن نقش داشته‌است می‌توان به پاریس ۳۶، دختری به نام نیکیتا، خواهران خورشید، برادری گرگ، او. اس. اس ۱۱۷: قاهره، آشیانه جاسوسان، کلینیک یخ، نیمکت‌های پارک، نمی‌باید!...، بریگاد ببر، مرد زندگی من، بازیگران، همیشه اسکوت، ارکستر سرخ و یک دوره فوق‌العاده… اشاره کرد.